# Girl in a Country Song
Girl in a Country Song (englisch für Mädchen in einem Country-Song) ist ein Lied des US-amerikanischen Country-Duos Maddie & Tae aus dem 2015 erscheinenden Album Start Here. Es wurde im Juli 2014 als die Debüt-Single der beiden veröffentlicht. Geschrieben wurde das Lied von den Mitgliedern des Duos zusammen mit Aaron Scherz, welcher es gemeinsam mit Dann Huff produzierte.

## Inhalt
In dem Lied wird der Trend des Bro-Country (von engl. Bro – Bruder) aufgegriffen. In den vergangenen Jahren waren wiele Co des Lebens in der Kleinstadt mit Trucks, Bier und knapp bekleideten Frauen feiern. Tae Dye kritisiert beispielsweise, das männliche Sänger Frauen hauptsächlich mit den Worten „Hey girl“ ansprechen. Es sei ein Trend, der unverantwortlich gegenüber Frauen geworden sei, und die beiden Sängerinnen wollten es von ihrer Perspektive aus zeigen.

“Bein' the girl in the country song — how in the world did it go so wrong?

Like all we're good for is looking good for you and your friends on the weekend, nothing more.”

„Das Mädchen in einem Country-Song sein — wie um alles in der Welt konnte es nur so schiefgehen?

Als wäre alles, wozu wir gut sind, für dich und deine Freunde am Wochenende gut auszusehen, und nichts weiter.“

Das Lied beinhaltet weiterhin viele Anspielungen auf andere Country-Songs, unter anderem Get me Some of That von Thomas Rhett, Aw Naw von Chris Young, Redneck Crazy von Tyler Farr, My Kinda Party von Jason Aldean, Boys Round Here von Blake Shelton sowie Get Your Shine on von Florida Georgia Line.

## Kritik
Kevin John Coyne vom Country Universe gab dem Lied die Note A. Er schrieb, „Maddie & Tae haben das Gegenmittel dazu geschrieben und aufgenommen, was derzeit in der Country-Musik falsch läuft“.
2015 wurde Girl in a Country Song als Lied des Jahres mit einem Golden Boot Award ausgezeichnet.

## Musikvideo
Das Musikvideo zu Girl in a Country Song wurde am 24. Juli 2014 veröffentlicht.
Regie führte TK McKamy.
In dem Video beobachten Maddie und Tae auf einer Party Männer und verdrehen dabei die Augen. Die Männer ihrerseits schauen sich zwei Frauen mit Bikini-Tops und Hotpants an. Daraufhin findet ein Rollenwechsel statt. Daraufhin tragen die drei Männer bauchfreie Tops und Hot Pants.

## Chartplatzierungen
Girl in a Country Song stieg in der Woche vom 19. Juli 2014 auf Platz 58 der US-amerikanischen Country Airplay Charts ein. Nach 23 Wochen erreichte es im Dezember den ersten Platz.
Girl in a Country Song ist nach Leave the Pieces von The Wreckers die zweite Debüt-Single eines weiblichen Duos, die es auf den ersten Platz der Country-Charts schaffte.
Das Lied wurde am 17. November 2014 mit einer Goldenen Schallplatte der RIAA ausgezeichnet. Bis zum Januar 2015 wurden insgesamt mehr als 516 000 Exemplare in den Vereinigten Staaten verkauft. Im August 2015 erhielt die Single Platin.
| Chart (2014)              | Position |
| ------------------------- | -------- |
| Billboard Kanada          | 61       |
| Billboard Kanada Country  | 5        |
| Billboard Hot 100         | 54       |
| Billboard Country Airplay | 1        |
| Billboard Country Songs   | 3        |

### Jahrescharts
| Chart (2014)                     | Position |
| -------------------------------- | -------- |
| US Country Airplay (Billboard)   | 55       |
| US Hot Country Songs (Billboard) | 44       |